# OpenGL User Interface Library
OpenGL User Interface Library (GLUI) − библиотека элементов интерфейса пользователя, написанная на C++ и основанная OpenGL Utility Toolkit (GLUT). Она предоставляет такие виджеты, как кнопка, флажок, радиокнопка, спинер для приложений OpenGL. Это не зависящая от оконной и операционной системы библиотека, опирающаяся на GLUT в зависящих от системы вопросах, к примеру управление мышью.
Ей не хватает функциональности по сравнению с полноценными инструментариями виджетов, таких как Qt, wxWidgets или FLTK, но она очень мала и проста в использовании. Исследовательская или демонстрационная программа, которая первоначально использует только GLUT, может быть дополнена в короткие сроки полезной панелью управления с использованием GLUI даже кем-то, только начавшим использовать этот инструментарий.
Написание библиотеки начал Paul Rademacher для помощи в научной работе. Сейчас её разрабатывает Nigel Stewart.
Слабыми местами является отсутствие полнофункционального диалога выбора файла и посредственная отзывчивость.